# Tre ottaedri composto
In geometria solida si chiama composto di tre ottaedri un generico composto poliedrico che sia costituito da tre ottaedri.
Nel caso particolare in cui i tre componenti siano congruenti, regolari e disposti con simmetria ottaedrale, allora si ha un composto omogeneo sulle facce, che è il duale del composto uniforme di tre cubi.

## Nucleo e inviluppo convesso
Nel caso considerato, l'intersezione dei tre ottaedri, o nucleo del composto, è un icositetraedro triangolare equifacciale (cioè un poliedro con 24 facce triangolari congruenti), simile ma non uguale al tetracisesaedro di Catalan.

L'inviluppo convesso dei tre ottaedri considerati è invece un triacontadiaedro triangolare (cioè un poliedro con 32 facce triangolari). La struttura dell'inviluppo è quella di un normale cubottaedro, ma con le facce quadrate "aumentate": cioè ognuna sostituita con 4 triangoli in formazione piramidale.

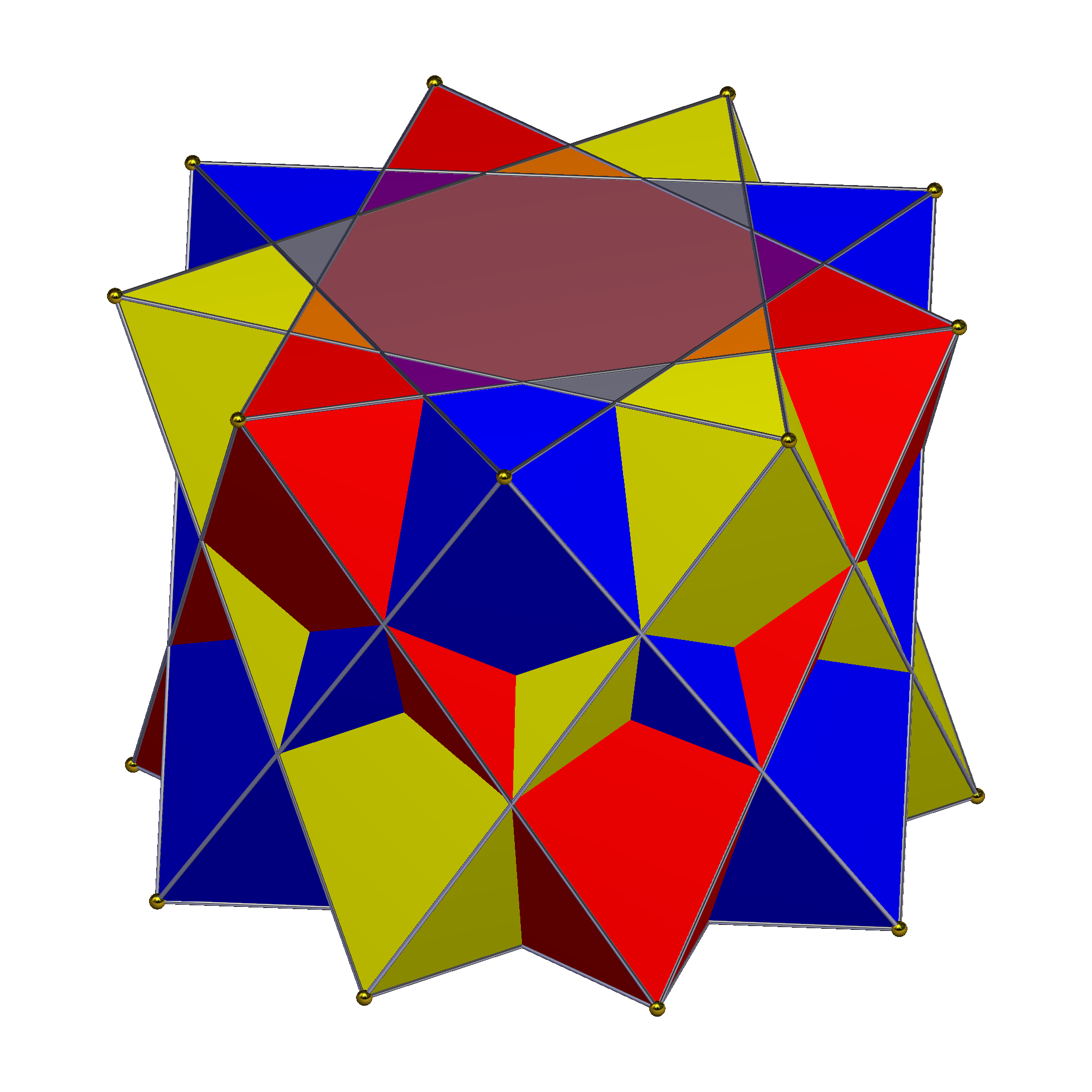
Un antiprisma ennagonale stellato

## Altri composti di tre ottaedri

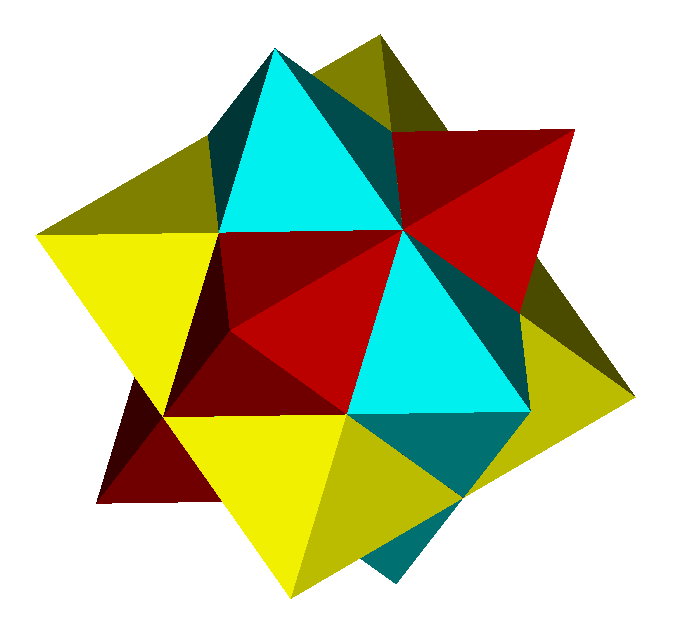
Il dodecaedro rombico stellato (solido di Escher)

Esistono infinite possibilità di composti di tre ottaedri, come per esempio quello mostrato nella figura a lato, costituito da tre ottaedri regolari, ognuno con una coppia di facce opposte complanare a quelle degli altri due. In questo caso i tre componenti costituiscono un antiprisma uniforme le cui basi sono ennagrammi (o ennagoni stellati) regolari.
Un'altra configurazione possibile è quella della dipiramide stellata, dove cioè ogni ottaedro condivide una coppia di vertici opposti con gli altri due, formando così un dodecagono stellato alla base della dipiramide.
Tuttavia l'espressione "composto di tre ottaedri" non implica necessariamente che debba trattarsi di tre ottaedri regolari. Un altro caso molto particolare, in questo senso, è quello del cosiddetto "solido di Escher" o dodecaedro rombico stellato. Tale solido è costituito da tre ottaedri che non sono regolari, sebbene a prima vista potrebbe sembrare.

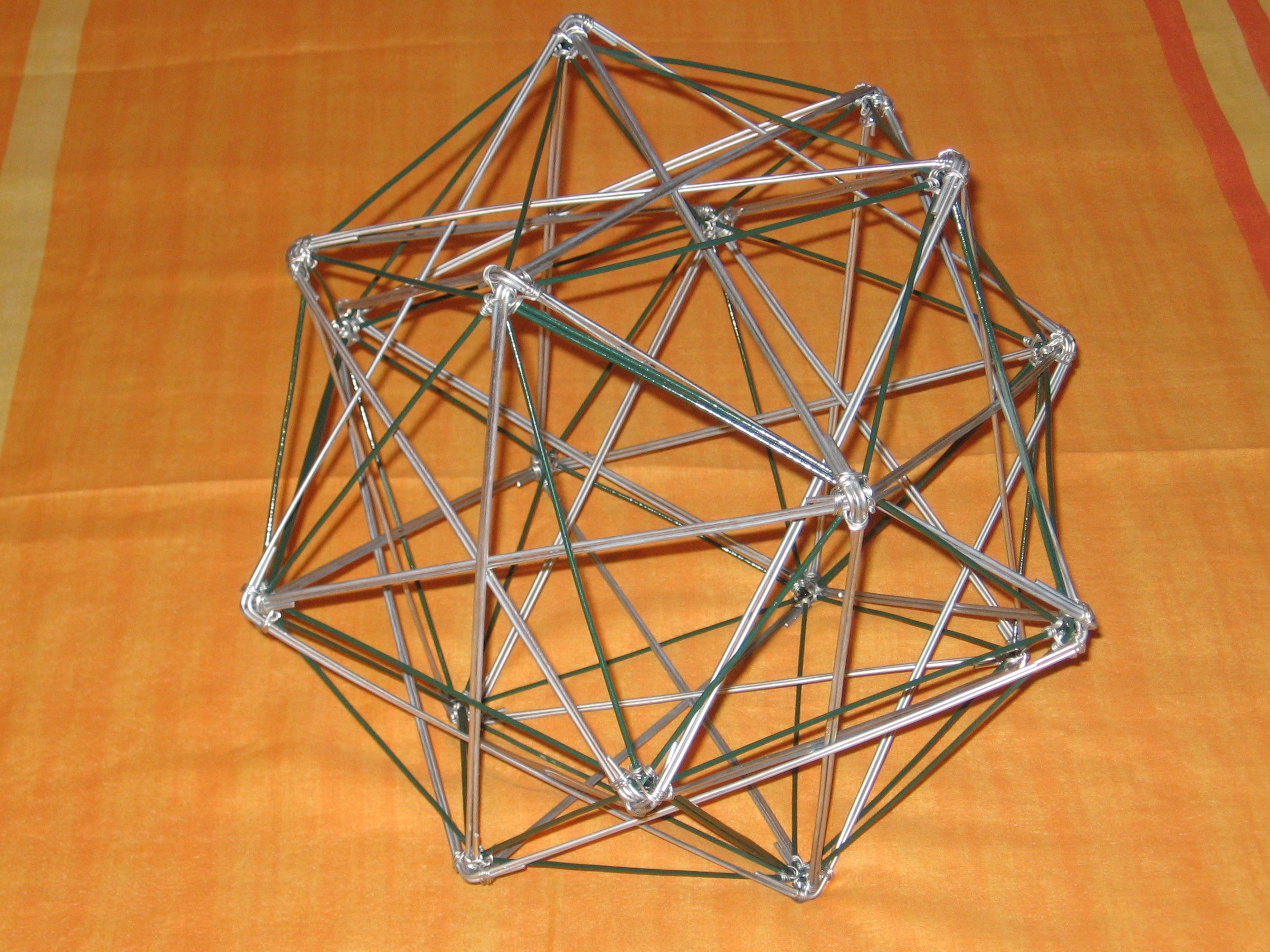
Scheletro essenziale del poliedro completo del relativo inviluppo

## Costruzione
La costruzione di un modello in filo metallico dello "scheletro essenziale" del composto di tre ottaedri, riesce agevolata costruendo prima il suo involucro convesso, da eliminare eventualmente, a modello completato.